# Synagoga w Puławach
Synagoga w Puławach – nieistniejąca synagoga, która znajdowała się w Puławach przy ulicy Piłsudskiego.
Synagoga została zbudowana w XIX wieku. Podczas II wojny światowej hitlerowcy zburzyli synagogę wraz z otaczającą ją dzielnicą żydowską. Obok niej pierwotnie stała również mała synagoga.
27 sierpnia 1987 roku na miejscu, gdzie stała synagoga, odsłonięto granitowy głaz, upamiętniający 3600 puławskich Żydów, którzy zginęli w obozach zagłady.